# Hol-rendszer

A hol-rendszer (zöld) és mi-rendszer (lila) elhelyezkedése

A hol-rendszer a látórendszer két alapvető információ-feldolgozó rendszere közül az egyik, mely elsődleges szerepet játszik a mozgás feldolgozásban, téri figyelemben, fej- és szemmozgatásban, és olyan akciókban, mint a nyúlás és megragadás. A másik alapvető rendszer a tárgyazonosításban nélkülözhetetlen mi-rendszer.

## A hol-rendszer állomásai

### Retina
Utunkat a szem ideghártyájával, a retinával kezdjük. Amikor fény éri szemet, a fotoreceptorok a fény energiáját idegi jelekké alakítják. A jel a gyűjtősejtekhez, majd a retinális ganglionsejtekhez továbbítódik. Érdemes megjegyezni, hogy az emberi szemben található körülbelül egymillió ganglionsejt idegsejt, így a fotoreceptorokkal ellentétben nem nyeli el a fényt. 
A többféle csoportosítási lehetőség közül ragadjuk ki azt, mely a P és M típusú retinális ganglionsejtek között tesz különbséget! A hol-rendszer szempontjából fontos magnocelluláris sejtek, mint ahogy azt elnevezésük is sugallja, nagy méretűek, és vastag axonjuknak köszönhetően az impulzusaik gyorsabban elérik az agyat, mint a vékonyabb tengelyfonallal rendelkező kisebb P sejtek impulzusai. A főemlősök ganglionsejtjeinek körülbelül 10%-át kitevő M sejtek receptív mezője – vagyis az a terület, melyet ingerelve, megváltoztatható a sejt aktivitása – nagyobb, így a nagyobb méretű tárgyakat részesítik előnyben. Erős választ várhatunk abban az esetben, ha a sejt receptív mezőjének központi és környéki része között kicsi a fényszinteltérés, például, ha világosszürke lapra írt sötétszürke betűt nézünk. Az M sejtek további jellemzője, hogy a gyorsan felvillanó, majd eltűnő vizuális ingerekre is jó választ adnak, valamint elmondhatjuk, hogy a receptív mezőjükre nincs hatással a megvilágító fény színe.

### Talamusz
A hol-rendszer következő állomása a talamuszban található oldalsó geniculatus mag, azaz az LG. Az M sejtek biztosítják a hat rétegből álló LG első és második rétegének, a nagysejtes (magnocelluláris) rétegnek a bemenetét. A színek ezen a szinten sem váltanak ki válaszbeli különbséget, a sejtek reakciója a központi-környéki rész eltérő megvilágításától függ. A nagy sejtek receptív mezője akár a duplája, vagy triplája is lehet a kis sejtekének (parvocelluláris réteg), így az információt sokkal elnagyoltabban elemzik, viszont a mezőjükön belüli hirtelen változásokra erőteljesen válaszolnak. Ez utóbbi jelenséget Schiller és Logothetis (1990) majmokon végzett kísérletében is kimutatta.

### Elsődleges látókéreg
Az oldalsó geniculatus mag nagysejtes rétegéből induló axonok az elsődleges látókéreg (V1, Brodman 17, striatális kéreg) negyedik rétegének alsó részébe visznek információt. A kérgi sejtek élénken válaszolnak az élek, határok által kiváltott fényintenzitás-változásra. Fontos megjegyezni, hogy a hol- és mi-rendszer pályái az elsődleges látókéregben nem kapcsolódnak össze, külön-külön haladnak. 

### Látókéreg további állomásai
Az elsődleges látókérget elhagyva a hol-rendszer pályái a V1 és V2 területen keresztül a mediotemporális agyterületbe (MT) futnak, mely meghatározó szerepet játszik a mozgásészlelésben. Az elsődleges látókéreg irányszelektív sejtjei adják az MT bemenetét, az pedig a fölötte elhelyezkedő területet, az MST-t (medial superior temporal) látja el információval. Az MST idegsejtjeiről elmondható, hogy másfajta mozgásra válaszolnak, mint az elsődleges látókéreg vagy a mediotemporális agyterület sejtjei. Tanaka és munkatársai például (1989) az optikai kiterjedésre és forgásra válaszoló sejteket vizsgálták. Az érdeklődőknek eláruljuk, hogy az MST-t két alrendszerre (dorzális és laterális) bonthatjuk. 

## Sérülése
Végül említést kell tennünk a hol-rendszer sérülése következtében fellépő betegségről, a Bálint-szindrómáról: a betegnek gondot okoz a nyúlás és megragadás, képtelen a folyamatos fixációra, vagy egynél több tárgy egyidejű nézésére.